# Arkys hickmani
Arkys hickmani är en spindelart som beskrevs av Stefan Heimer 1984. Arkys hickmani ingår i släktet Arkys och familjen hjulspindlar.
Artens utbredningsområde är Tasmanien. Inga underarter finns listade i Catalogue of Life.